# 张雁云
张雁云（1966年8月—），男，汉族，中华人民共和国政治人物。曾任浙江省地方金融监督管理局局长、党组书记。现任浙江省人民政府副省长。